# Юла, Яков Степанович
Я́ков Степа́нович Юла́ (13 марта 1924 — 6 октября 1982) — участник Великой Отечественной войны, Герой Советского Союза (1945), командир отделения 87-го гвардейского отдельного сапёрного батальона 75-й гвардейской стрелковой дивизии 61-й армии 1-го Белорусского фронта, гвардии младший сержант, позднее — гвардии старший сержант.

## Биография
Родился 13 марта 1924 года в селе Волевичи ныне Козелецкого района Черниговской области в семье крестьянина. Украинец. Член ВКП(б)/КПСС с 1948 года. Окончил семь классов неполной средней школы. Работал в колхозе.
В 1943 году призван в ряды Красной Армии. В боях Великой Отечественной войны с ноября 1943 года, сапёр 87-го гвардейского отдельного сапёрного батальона 75-й гвардейской стрелковой дивизии.
Участвуя в операции «Багратион» по освобождению Белоруссии, красноармеец Юла Я. С. был награждён медалью «За отвагу». В представлении к награждению командир 87-го гвардейского отдельного сапёрного батальона гвардии капитан Логвинов написал:

Во время работы по устройству переправы для танков по заболоченному участку местности восточнее д. Вита тов. Юла по пояс в ледяной воде 22-25 января под сильным арт. миномётным и пулемётным огнём противника подносил лес за 1500—2000 м и устилал дорогу, тем самым обеспечил своевременную переправу танков в район д. Вита.
Второй медалью «За отвагу» награждён летом 1944 года.

Гвардии рядовой Юла в ночь с 21 на 22 июня под сильным ружейно-пулемётным огнём подполз к проволочному заграждению противника, проделал проход в минном поле, сняв 20 шт. противопехотных мин. Установил два фугаса под проволочное заграждение, этим самым обеспечив пехоту проходом в момент атаки. В момент атаки сопровождал боевые порядки пехоты через заграждения. По проделанным проходам пехота продвигалась без потерь.
Участвовал в Варшавско-Познанской операции и освобождении Польши, а затем в Восточно-Померанской операции.
Особо отличился Юла Я. С. при форсировании реки Одер. В представлении к награждению командир 87-го гвардейского отдельного сапёрного батальона гвардии майор Фиошин написал:

Командир отделения гвардии младший сержант Юла в боях при форсировании реки Одер 17.4.45 г. в районе Ной-Глитцен под жестоким огнём противника первым со своим отделением достиг западного берега и доставил туда первую пушку для поддержки высадившейся пехоты.
Несмотря на интенсивный артиллерийско-миномётный и пулемётный огонь противника совершил ещё четыре рейса и переправил ещё одну 76 мм пушку, два станковых пулемёта с расчётами и 20 ящиков боеприпасов. Обратным рейсом захватил 7 тяжело раненых бойцов 212-го гвардейского стрелкового полка.
Своим мужеством и отвагой способствовал быстрейшей переброске артиллерии и пулемётов на западный берег, что помогло при отражении контратак противника и захвате Ной-Глитцен.
Указом Президиума Верховного Совета СССР от 31 мая 1945 года за мужество и героизм, проявленные при форсировании реки Одер, захвате и удержании плацдарма на её западном берегу гвардии младшему сержанту Якову Степановичу Юле присвоено звание Героя Советского Союза с вручением ордена Ленина и медали «Золотая Звезда».
Войну Я. С. Юла закончил 3 мая 1945 года с выходом 75-й гвардейской стрелковой дивизии к реке Эльба южнее города Виттенберге (земля Бранденбург, севернее Берлина).
После окончания Великой Отечественной войны старший сержант Я. С. Юла демобилизовался. Жил в родном селе. Работал председателем сельсовета, учителем. Скончался 6 октября 1982 года.

## Награды
- Медаль «Золотая Звезда» № 7089 Героя Советского Союза (31 мая 1945 года);
- орден Ленина;
- медали, в том числе:
  - две медали «За отвагу».